# Ude-hishigi-waki-gatame
Ude-hishigi-waki-gatame (腕挫脇固め?), conocida popularmente como armpit armlock o Fujiwara armbar, es una de las 29 técnicas de agarre de judo desarrolladas por Jigoro Kano. Pertenece a las nueve llaves de la lista kansetsu-waza, y es clasificada como armlock. En el Aikido (disciplina también derivada del jujutsu como el judo) esta técnica recibe el nombre de hiji-shime (肘締め?). y esta enmarcada dentro del séptimo principio o rokkyo.

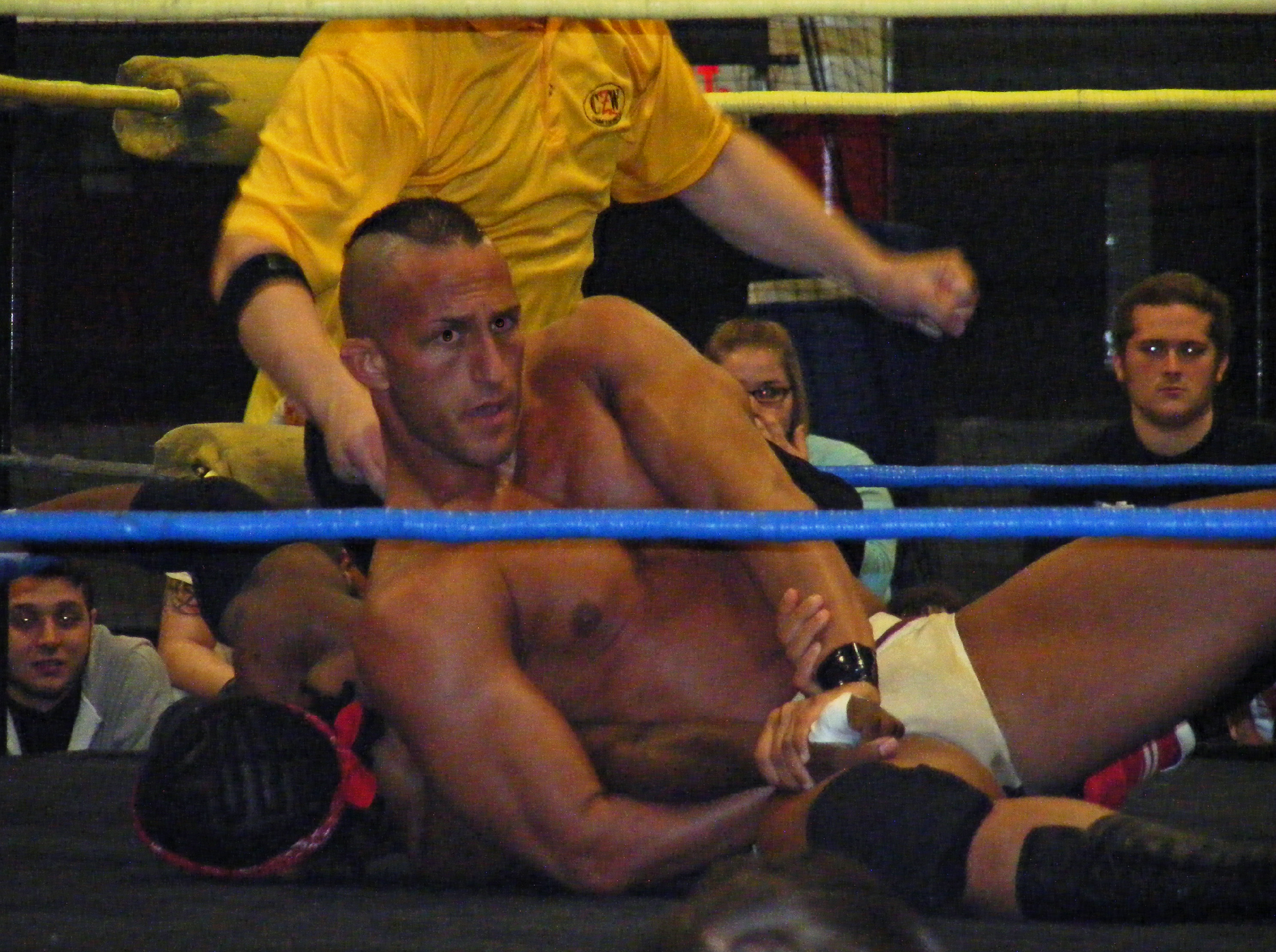
Luchador profesional (Tommaso Ciampa) realizando un Fujiwara armbar o waki-gatame a otro.

Mientras que este movimiento está permitido en competición, dejarse caer sobre el piso en el intento de realizarla es considerada hansoku-make o infracción grave, debido al riesgo potencial de lesión el brazo (hombro y codo) del oponente.

## Ejecución
En este movimiento, realizado cuando el oponente (uke) se encuentra yaciendo boca abajo, el atacante (tori) apresa uno de sus brazos y lo extiende transversalmente, asegurando el codo bajo su propia axila. Esta posición permite inmovilizar al uke apoyándose sobre su espalda y a la vez tirar del brazo para hiperextender la articulación del codo.